# Petr Wojnar
Petr Wojnar (* 12. ledna 1989, Třinec, Československo) je český fotbalový záložník. Profesionální karieru již ukončil. Momentálně působí v klubu FK Sokol Mokré Lazce v první A třídě.

## Klubová kariéra
Do ligy vstoupil v sezóně 2008/09 v dresu Baníku Ostrava, v sezóně 2010/11 hostoval v druholigovém klubu SK Kladno. V létě 2011 přestoupil do FK Mladé Boleslavi. Zde však nedostával příliš prostoru a odešel hostovat do Karviné. V březnu 2013 mu hostování v Karviné skončilo.

## Reprezentační kariéra
Petr Wojnar reprezentoval Českou republiku ve všech mládežnických kategoriích od 16 let. V roce 2006 byl jediným neúspěšným českým střelcem penaltového rozstřelu ve finále Mistrovství Evropy ve fotbale hráčů do 17 let proti Rusku, což znamenalo zisk stříbrných medailí. O tři roky později byl členem českého týmu na Mistrovství světa hráčů do 20 let 2009 v Egyptě, kde ČR vypadla v osmifinále s Maďarskem na penalty 3:4 (po prodloužení byl stav 2:2).
Za výběr do 21 let odehrál v roce 2009 3 utkání, v nichž vstřelil jeden gól. V roce 2010 byl ještě jednou nominován k zápasu proti San Marinu, ale do hry nezasáhl.

### Reprezentační góly a zápasy
Zápasy Petra Wojnara v české reprezentaci do 21 let
| Rok    | Zápasy | Góly |
| ------ | ------ | ---- |
| 2009   | 3      | 1    |
| 2010   | 0      | 0    |
| Celkem | 3      | 1    |

Góly Petra Wojnara v české reprezentaci do 21 let
| Gól | Datum       | Stadion           | Soupeř      | Skóre (min.) | Výsledek | Soutěž           | Gól         |
| --- | ----------- | ----------------- | ----------- | ------------ | -------- | ---------------- | ----------- |
| 010 | 29. 3. 2009 | Alexandrie, Egypt | Jižní Korea | 0?:10 (50.)  | 2:2      | přípravné utkání | padl ze hry |